# Dirceu de Oliveira Medeiros

Bischofswappen von Dirceu de Oliveira Medeiros

Dirceu de Oliveira Medeiros (* 28. März 1973 in Barroso, Minas Gerais) ist ein brasilianischer Geistlicher und römisch-katholischer Bischof von Camaçari.

## Leben
Dirceu de Oliveira Medeiros studierte von 1995 bis 1997 Philosophie und von 1998 bis 2001 Katholische Theologie am Instituto Teológico Arquidiocesano Santo Antônio in Juiz de Fora. Er wurde am 28. Juli 2001 in der Kathedrale von São João del-Rei zum Diakon geweiht und empfing am 15. Dezember desselben Jahres in der Kirche Sant’Ana in Barroso das Sakrament der Priesterweihe für das Bistum São João del-Rei.
Medeiros war von 2002 bis 2004 als Pfarrvikar der Pfarrei Senhor Bom Jesus de Matosinhos in São João del-Rei tätig, bevor er Pfarrer der Pfarrei Nossa Senhora da Conceição in Prados wurde. Von 2007 bis 2018 wirkte Dirceu de Oliveira Medeiros zudem als Koordinator der Diözesankommission für die kirchlichen Kulturgüter und der Kommission für die kirchlichen Kulturgüter der Region Leste 2 der Brasilianischen Bischofskonferenz sowie als Dechant und als Generalvikar. Ferner gehörte er dem Priesterrat und dem Konsultorenkollegium des Bistums São João del-Rei an. 2018 leitete Medeiros das Bistum São João del-Rei während der Sedisvakanz als Diözesanadministrator. Ab 2019 war er beigeordneter Untersekretär der Brasilianischen Bischofskonferenz.
Am 27. Oktober 2021 ernannte ihn Papst Franziskus zum Bischof von Camaçari. Der Erzbischof von Belo Horizonte, Walmor Oliveira de Azevedo, spendete ihm am 4. Dezember desselben Jahres in der Kathedrale von São João del-Rei die Bischofsweihe; Mitkonsekratoren waren der Bischof von São João del-Rei, José Eudes Campos do Nascimento, und der Weihbischof in Rio de Janeiro, Joel Portella Amado. Sein Wahlspruch In verbo tuo („Auf dein Wort hin“) stammt aus Lk 5,5 .